# Vriesea rastrensis
Vriesea rastrensis är en gräsväxtart som beskrevs av Elton Martinez Carvalho Leme. Vriesea rastrensis ingår i släktet Vriesea och familjen Bromeliaceae. Inga underarter finns listade i Catalogue of Life.